# Mitrasacme lutea
Mitrasacme lutea är en tvåhjärtbladig växtart som beskrevs av Ferdinand von Mueller. Mitrasacme lutea ingår i släktet Mitrasacme och familjen Loganiaceae. Inga underarter finns listade i Catalogue of Life.